# Tofslärka
Tofslärka (Galerida cristata) är en fågelart i familjen lärkor. Den förekommer i torra marker från Europa österut till Nepal och Kina. Fram till 1980-talet häckade den även i södra Sverige, men är numera utdöd och ses endast tillfälligt.

## Utseende, läte och fältkännetecken

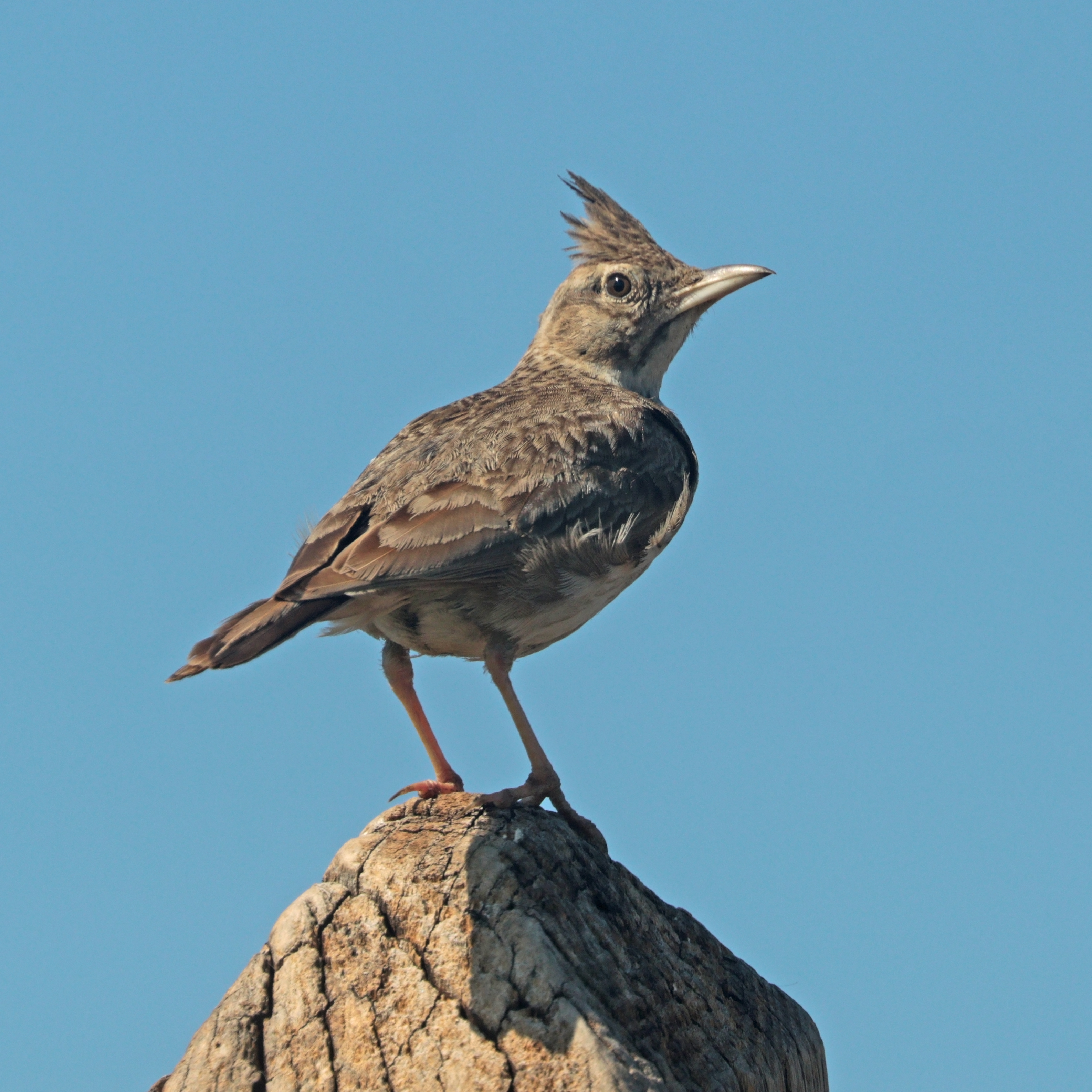
Tofslärka av nominatformen, fotograferad i Ungern i augusti.

Tofslärkan är en ganska liten lärka, något större och kraftigare än sånglärkan och mäter cirka 17 centimeter. Den har en lång, spetsig och upprättstående tofs på huvudet. I övrigt har den rödaktig vingundersida, är gråare än sånglärkan och saknar dess vita ving- och stjärtkanter. Ovansidan är mestadels mörkvattrad och undersidan vitaktig. Dess sång är melodisk och varierad, med sorgsna visslingar, ibland med härmningar av andra fågelarter.
Lagerlärkan är mycket lik tofslärkan, men är något mindre och har generellt kortare och mörkare näbb. Vidare är strecken på både rygg och bröst mer distinkta, de på bröstet på ljusare botten. Dräkten är också överlagt gråare men övre stjärttäckarna tydligare roströda än hos tofslärkan.
Underarterna randonii och macrorhyncha i nordvästra Afrika, tidigare behandlad som egma arten "maghrebl'rka", har tydligt längre och kraftigare näbb. Underarten randonii skiljer sig från tofslärkans angränsande underart carthaginis förutom på näbbstorleken även genom något större storlek och längre vingar. Nominatformen macrorhyncha är lite mindre, blekare och mer rostfärgad samt saknar teckningar på undergumpen.

## Utbredning och systematik

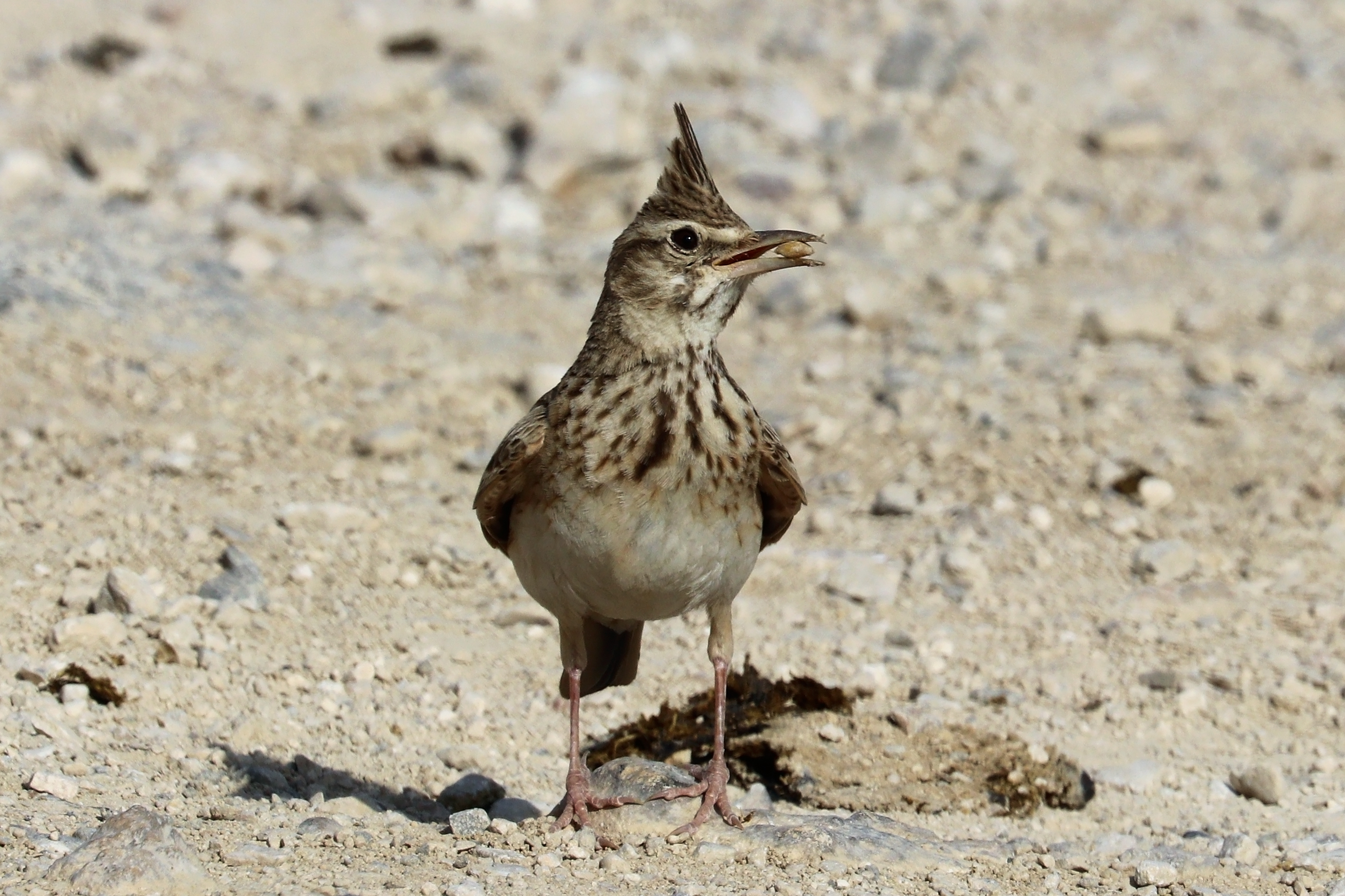
G. c. brachyura, fotograferad i närheten av Döda havet i Jordanien.

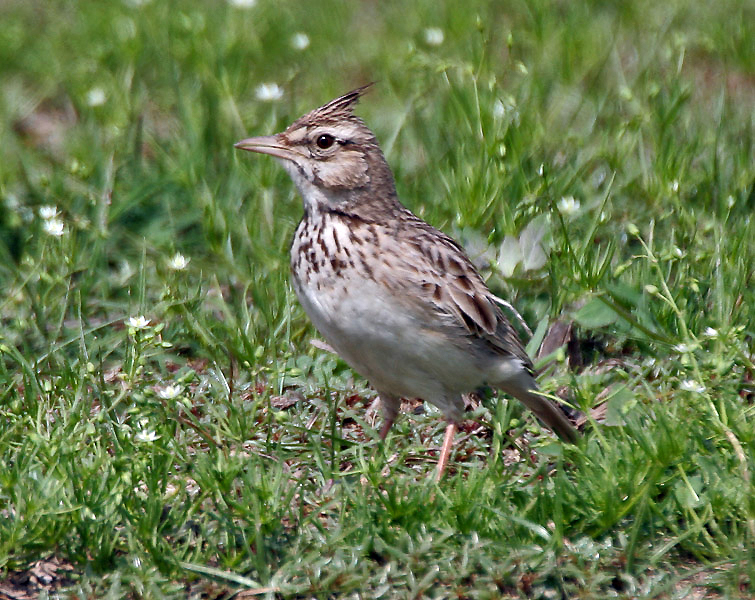
Tofslärka, förmodligen av underarten chendoola, i mars i Haryana, Indien.

Tofslärkan är en stannfågel som häckar i merparten av de tempererade delarna av Eurasien, från Portugal till nordöstra Kina och östra indien, och i Afrika så långt söderut som Niger. Den är en mycket stationär fågel och observeras sällan utanför sina häckningsområden.
Arten delas upp i en stor mängd underarter. AviList erkänner inte mindre än 36 stycken med följande utbredning:
- Galerida cristata pallida – Iberiska halvön
- Galerida cristata cristata – södra Skandinavien och Frankrike österut till Ukraina och Ungern
- Galerida cristata neumanni – västcentrala Italien
- Galerida cristata apuliae – södra Italien samt Sicilien
- Galerida cristata meridionalis – östra Kroatien till centrala Grekland och västra Turkiet
- Galerida cristata cypriaca – öarna Karpathos, Rhodos och Cypern
- Galerida cristata tenuirostris – östra Ungern och Rumänien till södra Ryssland och Kazakstan
- Galerida cristata caucasica – öarna i östra Egeiska havet, norra Turkiet och södra Kaukasus
- Galerida cristata kleinschmidti – nordvästra Marocko
- Galerida cristata riggenbachi – västra Marocko (Casablanca till Sousdalen)
- Galerida cristata randonii – Hauts Plateaux i östra Marcoko och nordvästra Algeriet
- Galerida cristata macrorhyncha – södra Marocko och nordvästra Algeriet söder om Atlas Saharien till västcentrala Mauretanien
- Galerida cristata carthaginis – nordöstra Marocko till norra Tunisien
- Galerida cristata arenicola – nordöstra Algeriet, södra Tunisien och nordvästra Libyen
- Galerida cristata festae – kustnära nordöstra Libyen
- Galerida cristata brachyura – inlandet i nordöstra Libyen till södra Irak och norra Arabiska halvön
- Galerida cristata helenae – sydöstra Algeriet och sydvästra Libyen
- Galerida cristata jordansi – norra Niger (Aïrbergen)
- Galerida cristata nigricans – norra Egypten (Nildeltat)
- Galerida cristata maculata – centrala Egypten
- Galerida cristata halfae – södra Egypten och norra Sudan
- Galerida cristata altirostris – östra Sudan och Eritrea
- Galerida cristata somaliensis – norra Somalia, södra Etiopien och norra Kenya
- Galerida cristata balsaci – kustnära Mauretanien
- Galerida cristata senegallensis – Mauretanien, Senegal och Gambia till Niger
- Galerida cristata alexanderi – norra Nigeria till västra Sudan och nordöstra Demokratiska republiken Kongo
- Galerida cristata isabellina – centrala Sudan
- Galerida cristata cinnamomina – västra Libanon ochnordvästra Israel
- Galerida cristata zion – södra Turkiet, Syrien till nordöstra Israel
- Galerida cristata subtaurica – centrala Turkiet till sydvästra Turkmenistan och norra Iran
- Galerida cristata magna – centrala Iran och centrala Turkmenistan till nordvästra Pakistan, Kazakstan, södra Mongoliet och nordvästra Kina
- Galerida cristata leautungensis – nordöstra och östra Kina
- Galerida cristata coreensis – Koreahalvön
- Galerida cristata lynesi – norra Pakistan
- Galerida cristata tardinata – södra Arabiska halvön
- Galerida cristata chendoola – centrala och östra Pakistan genom västra och norra Indien till södra Nepal

I verket Handbook of Western Palearctic Birds (Shirihai & Svensson 2018) erkänns endast 20 underarter, där förutom IOC:s ihopslagning även pallida, neumanni, apuliae, meridionalis, tenuirostris och caucasica slås ihop med nominatformen, haifae, cinnamomina, zion, festae, brachyura, helenae i maculata, helenae i arenicolor och cypriaca i subtaurica. Även svenska BirdLife Sverige följer denna indelning som baserat på den gett nominatformen det svenska namnet europeisk tofslärka.

### Förekomst i Sverige
Idag uppträder tofslärkan bara tillfälligt i Sverige och någon häckning har inte förekommit sedan slutet av 1980-talet. Den invandrade till Sverige under 1800-talets första hälft. Kring sekelskiftet var den relativt vanlig i Skåne och förekom även utmed Västkusten upp till Bohuslän samt lokalt i södra och mellersta Sverige, åtminstone så långt norrut som Örebro, Uppsala och Norrtälje. Under 1930- och 1940-talen inleddes en snabb tillbakagång. Under 1940-talet försvann den från Uppsala, under början av 1950-talet från Örebro och under 1960-talet från Västkusten. Kring mitten av 1960-talet uppskattades beståndet i Skåne till 30–40 par och 1977 fanns ungefär 25 par kvar. 

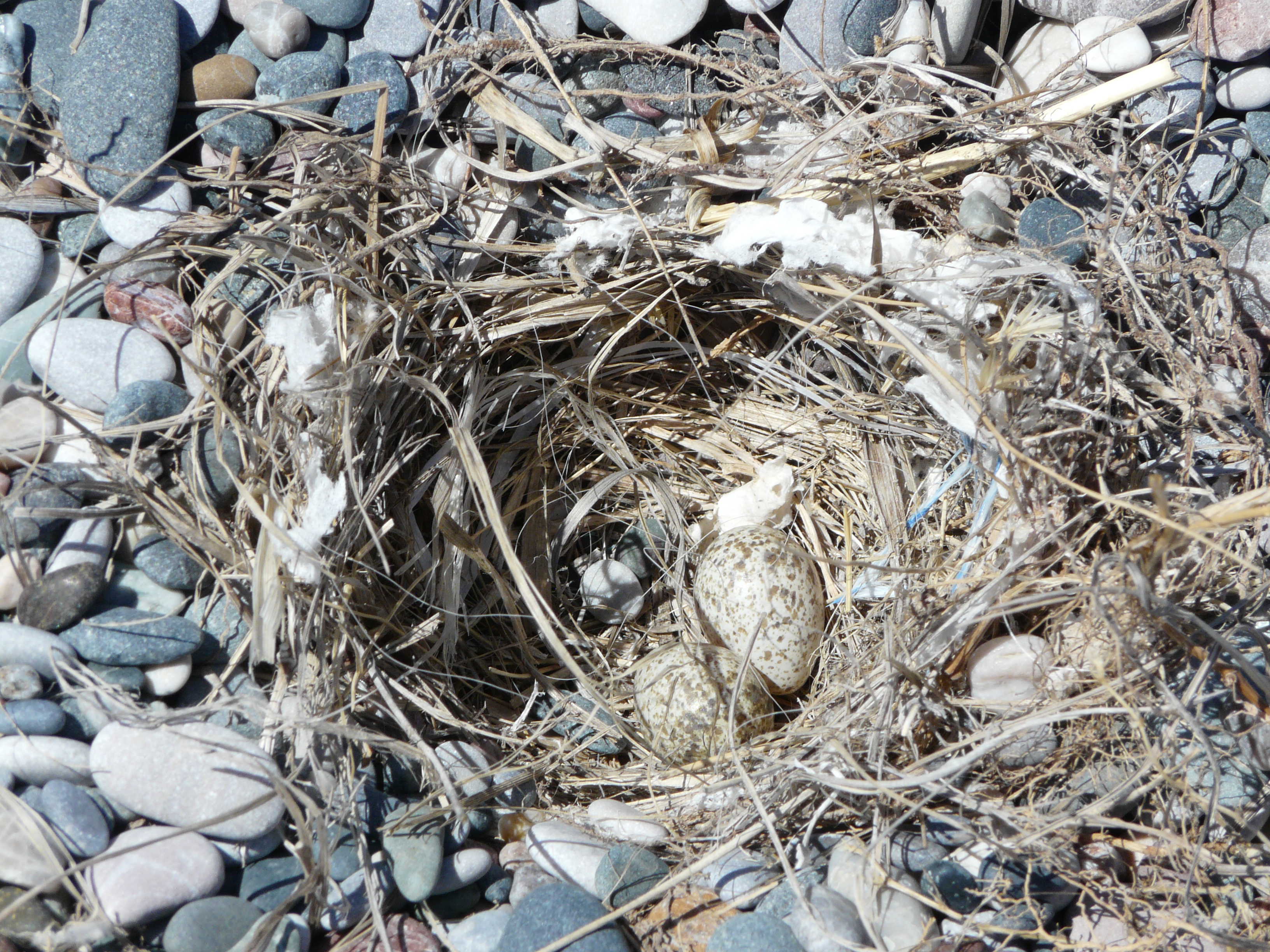
Tofslärkan bygger ett skålformigt bo direkt på marken.

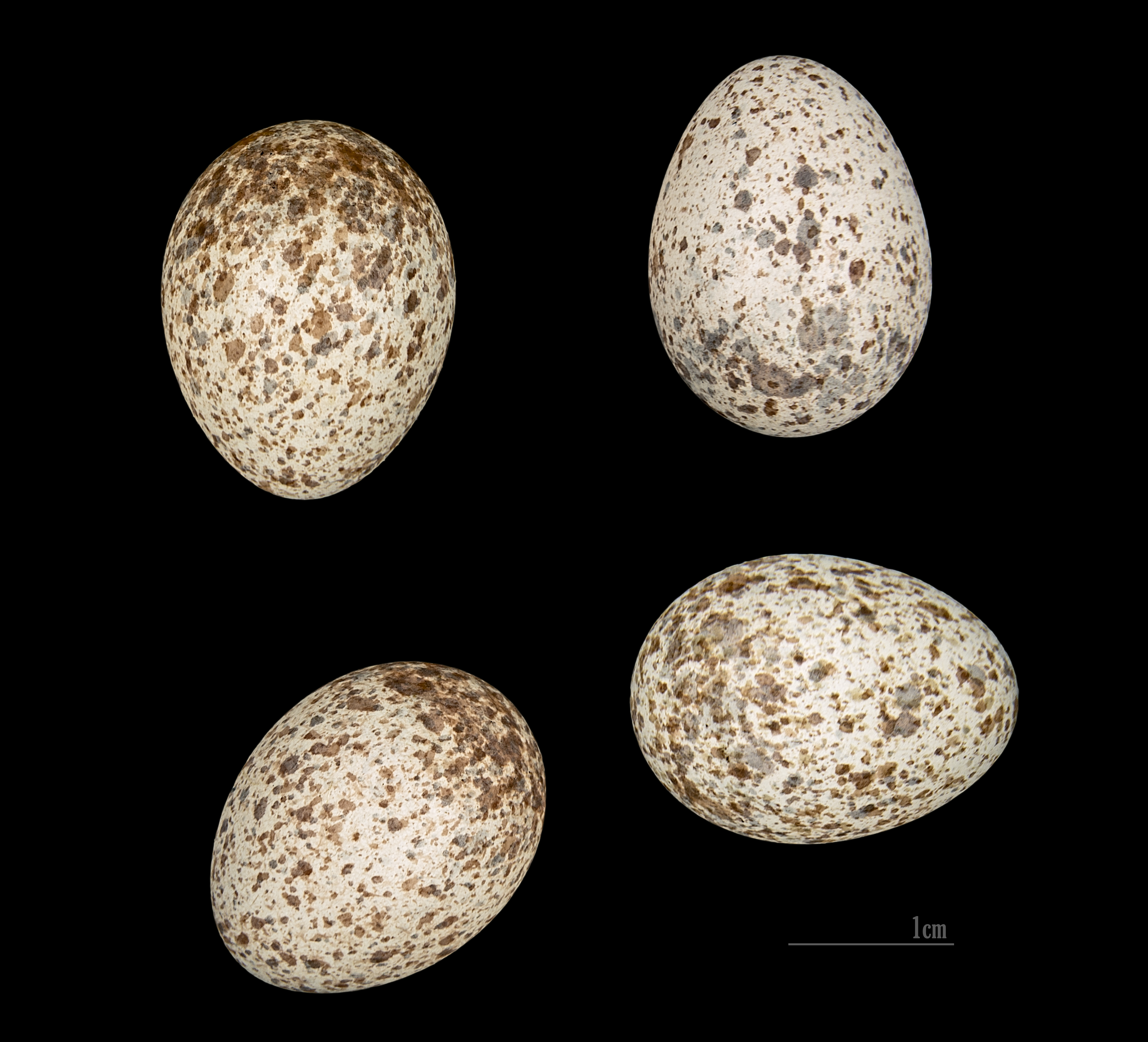
Ägg av tofslärka.

Under 1980-talet förekom häckande tofslärka enbart i Malmö och Lund. I Malmö fanns tre häckande par 1987 och året därpå två häckande par och två hanar. I Lund häckade ett par 1989. År 1990 rapporterades totalt 5–6 individer i Lund och Malmö utan någon påvisad häckning. Efter detta har ingen häckning genomförts i Sverige. Åren 1992-2010 rapporterades totalt 119 individer i Sverige. Under perioden 2010-2023 rapporterades det enstaka fynd varje år, främst från Skåne och Öland, men även enstaka från Bohuslän, Halland, Sörmland och Ångermanland.

## Ekologi
I sitt utbredningsområde är det en vanlig fågel i öppen torr landsbygd och odlingsmark. Den häckar direkt på marken och lägger två till tre ägg. Dess föda består av frön och insekter, det senare speciellt under häckningssäsongen.

## Status och hot
Globalt är arten inte hotad och IUCN kategoriserar den som livskraftig (LC). Dock finns det lokala populationer, främst randpopulationer, som är hotade.